# Euoniticellus parvus
Euoniticellus parvus là một loài bọ cánh cứng trong họ Bọ hung (Scarabaeidae).